# Salamandra atra pasubiensis
Salamandra atra pasubiensis è una sottospecie di salamandra alpina che vive solo in un'area limitata delle Prealpi Venete. È chiamata anche salamandra del Pasubio.

## Descrizione
Salamandra atra pasubiensis differisce da tutte le altre sottospecie di S. atra per la variabilità della colorazione tra gli individui di una stessa popolazione. Il corpo è quasi tutto nero ma sulla superficie dorsale della testa, del tronco, delle zampe e della coda ci sono spesso macchie gialle e marroni. Queste macchie sono molto simili a quelle che si trovano in Salamandra atra aurorae, anche se sono più piccole e hanno una estensione complessiva minore. Numero ed estensione delle macchie sono comunque molto variabili tra gli individui, alcuni dei quali sono completamente neri, come tutti quelli di S. atra atra e S. atra prenjensis. Come per S. atra aurorae, le macchie sono presenti fin dalla nascita e la loro disposizione si suppone che cambi solo leggermente durante la crescita.
Il dimorfismo sessuale non è molto evidente. Come in altre sottospecie di S. atra, la regione cloacale è generalmente più prominente nei maschi adulti.

## Distribuzione
S. atra pasubiensis vive soltanto sul massiccio del Pasubio, nelle Prealpi Venete. Tutti i rinvenimenti documentati e attendibili si riferiscono a due piccole valli scoscese (vaji), contigue tra loro, sul versante meridionale del massiccio. Probabilmente sono riferibili ad una singola popolazione.
Per quanto noto, l'area di presenza ("area of occupancy") è minore di 2 km² ed è compresa tra 1450 e 1800 m di altitudine.
Esistono anche alcune segnalazioni di presunte salamandre alpine per altre parti del massiccio del Pasubio e per il vicino gruppo del Carega, ma nessuna di queste è stata finora confermata.

## Minacce, stato di conservazione e gestione

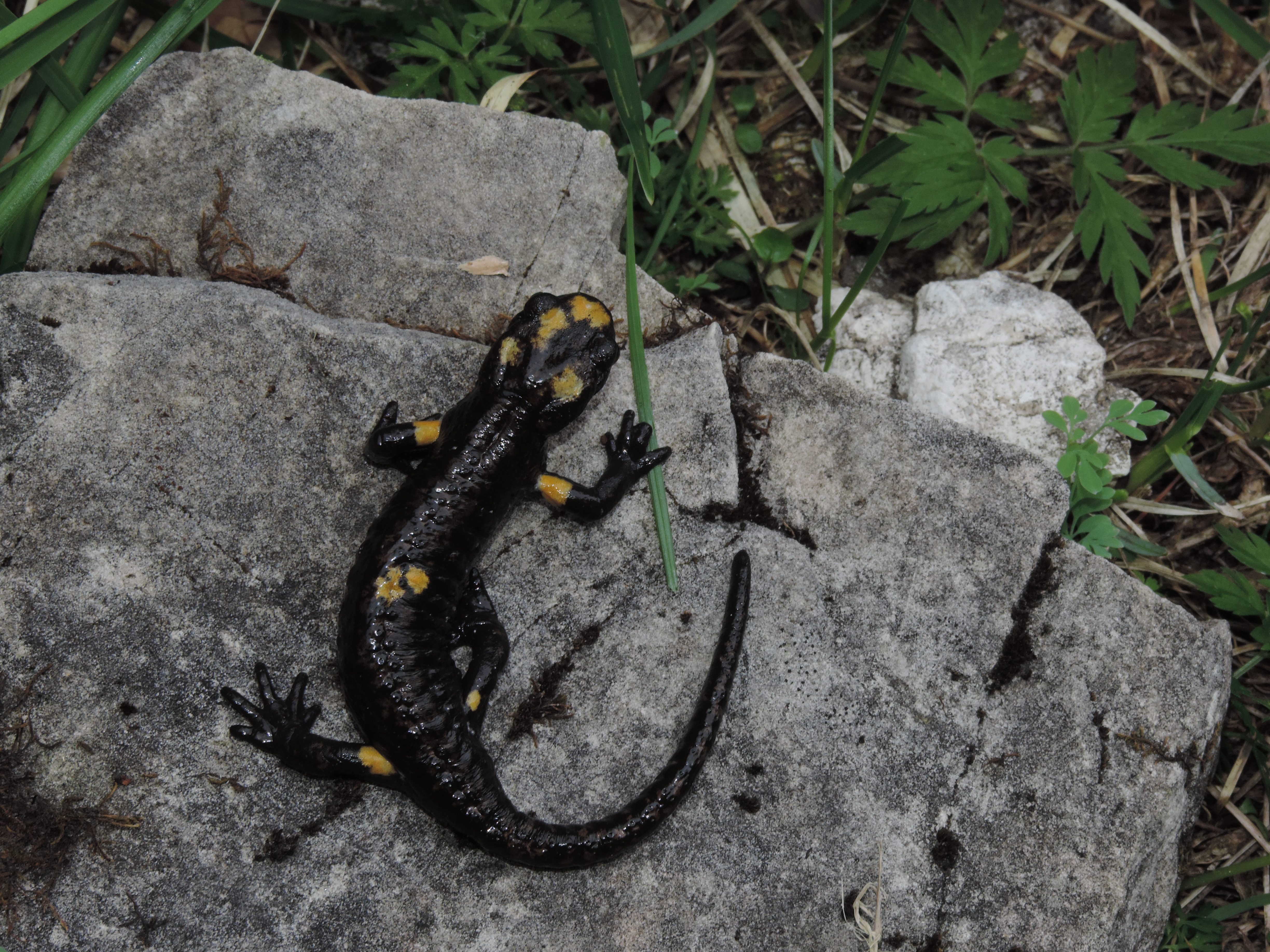
Salamandra atra pasubiensis,
Monte Pasubio, luglio 2016

Le valli rocciose e scoscese dove vive S. atra pasubiensis sono frequentate quasi esclusivamente da escursionisti e cacciatori, mentre sono interessate solo marginalmente da pascolo e raccolta di legname. Per questo motivo S. atra pasubiensis non è minacciata direttamente dalle attività umane, tuttavia l'esigua estensione e l'isolamento dell'habitat idoneo ne aumentano la vulnerabilità anche in considerazione dell'andamento climatico generale.
S. atra pasubiensis è considerata “in pericolo” (EN), in base al criterio D1 dell’IUCN, perché sembra essere presente in un unico sito, la popolazione potrebbe essere costituita da meno di 250 individui ed è minacciata dal generale andamento climatico.
La singola popolazione nota di S. atra pasubiensis si trova in Veneto, in provincia di Vicenza, in un territorio interamente incluso nel sito Natura 2000 IT3210040 "Monti Lessini-Pasubio-Piccole Dolomiti Vicentine".
S. atra pasubiensis non è inclusa nella Direttiva Habitat 92/43/CEE poiché all'epoca non era ancora conosciuta.

## Tassonomia

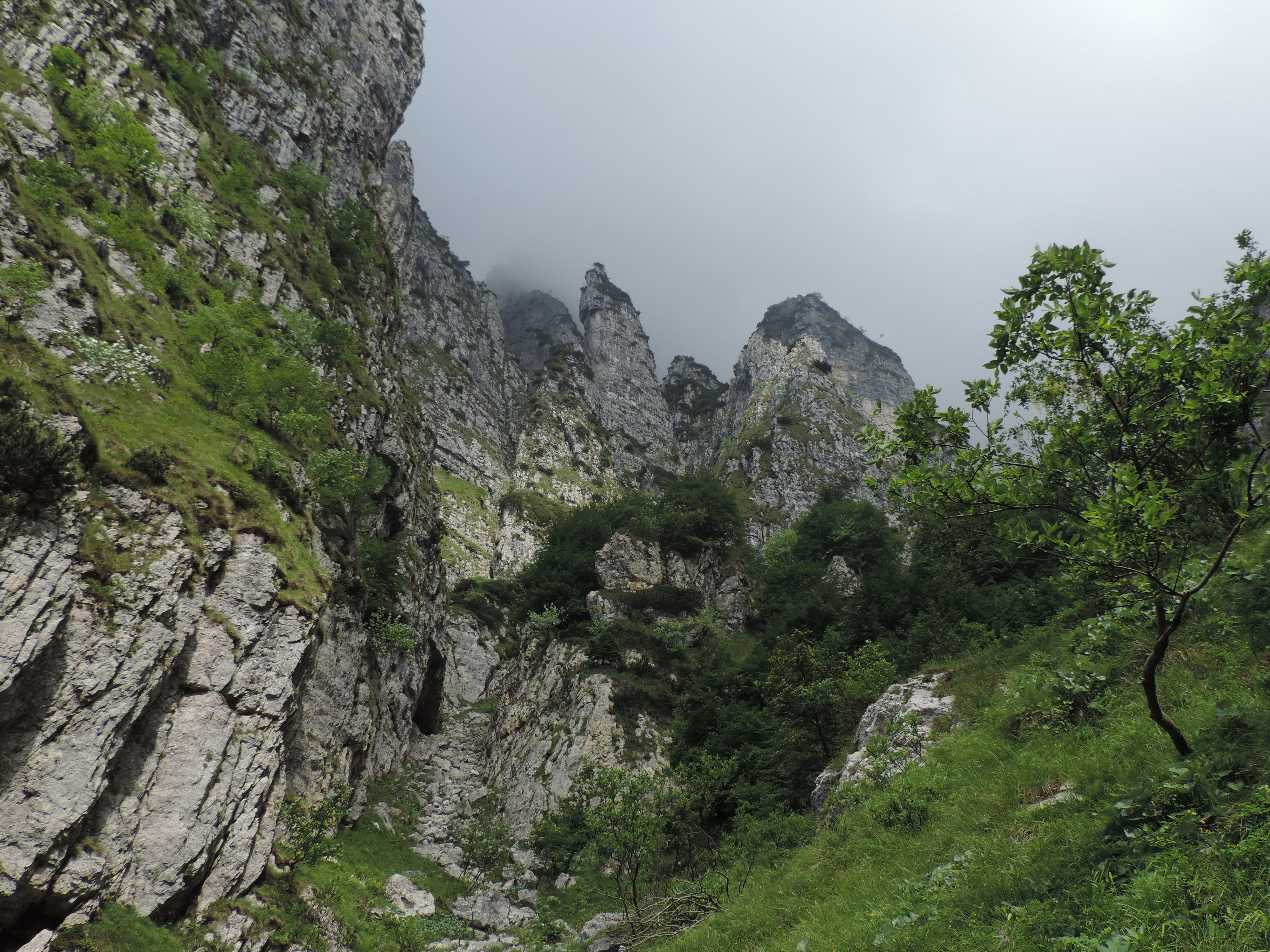
Habitat of S. a. pasubiensis, Monte Pasubio

A seguito di alcune segnalazioni incerte e non sufficientemente documentate, la presenza di una popolazione di S. atra sul massiccio del Pasubio è stata confermata nel 1999. Questa popolazione è stata descritta come sottospecie distinta nel 2005, sulla base della sua differenziazione cromatica e genetica sia rispetto a S. atra atra sia rispetto a S. atra aurorae, nonché per la sua separazione geografica dal resto dell’areale della specie. La località tipica è “Val Fontana d'Oro” e l'olotipo è stato depositato al Museo di zoologia La Specola di Firenze.